# Saint-Aunix-Lengros
Saint-Aunix-Lengros (gaskognisch: Sent Aunís e Lengròs) ist eine französische Gemeinde mit 148 Einwohnern (Stand 1. Januar 2022) im Département Gers in der Region Okzitanien (bis 2015 Midi-Pyrénées); sie gehört zum Arrondissement Mirande und zum Gemeindeverband Bastides et Vallons du Gers. Die Bewohner nennen sich Saint-Aunixois/Saint-Aunixoises.

## Geografie
Saint-Aunix-Lengros liegt rund 30 Kilometer westnordwestlich von Mirande und 38 Kilometer nördlich von Tarbes im Westen des Départements Gers. Die Gemeinde besteht aus Weilern, zahlreichen Streusiedlungen und Einzelgehöften. An der nordöstlichen Gemeindegrenze verläuft das Flüsschen Larté, ein Zufluss des Arros.
Nachbargemeinden sind Plaisance im Norden, Beaumarchés im Nordosten und Osten, Ladevèze-Rivière im Südosten und Süden, Ladevèze-Ville im Süden, Tieste-Uragnoux im Südwesten sowie Jû-Belloc im Westen.

## Bevölkerungsentwicklung
| Jahr                                                                                                 | 1793 | 1821 | 1846 | 1962 | 1968 | 1975 | 1982 | 1990 | 1999 | 2006 | 2011 | 2017 |
| Einwohner                                                                                            | 215  | 232  | 364  | 170  | 130  | 145  | 145  | 146  | 117  | 143  | 152  | 142  |
| Quellen: (ab 1793 heutiges Gemeindegebiet) Cassini,Saint-Aunix(-Lengros), Cassini, Lengros und INSEE |      |      |      |      |      |      |      |      |      |      |      |      |